# Samael
Samael/Sammael (hebr. סמאל) är en ängel i judisk mytologi som vanligtvis jämställs med Satan. Namnet kommer från sam ("gift") och el ("Gud") och kan på sätt översättas till "Guds gift".
Ängeln Samael är en stor figur i judisk mytologi och återfinns även i andra trossystem, så väl kristendomen som västerländsk ockultism, antroposofin innehar Samael. I rabbinsk litteratur är Samael ledare över satanerna (läs: demoner) och dödsängel men källor benämner honom också som prins över dessa och varande en magiker, Edoms skyddsängel, ängeln som skickas för att hämta Moses själ och Esaus skyddsängel.
I och med Samaels väldigt skiftande egenskaper har han setts som både en god ängel och som en mörk ängel eller demon. I judisk tro är han härskare över den sjunde Himlen och har två miljoner änglar under sig. Flera författare jämställer honom direkt med Satan, men inte nödvändigtvis Djävulen. Detta bland annat för jämställande med motståndaren (satan) som brottas med Jakob vid Peniel och den satan som uppmanade David att räkna Israel i 1 Krön 21. 
I tredje Baruksboken beskylls han för att vara den som planterade Kunskapens träd och detta är anledningen till att han (i egenskap av Satan) föll från Himmelen och ådrog sig Guds missnöje. Samael beskylls också för att vara den som lurade Eva i Paradiset, ha förfört henne och slutligen blivit fader till Kain.
Enligt Arthur Edward Waite, i sin The Holy Kabbalah är Samael karakteriserad som Guds allvar och listad som den femte av ärkeänglarna. Enligt Waite motsvarar Samael sefiran Geburah som vanligtvis karakteriserad av egenskaper som motstånd och prövning. Cornelius Agrippa jämställde Samael med den grekiska guden Typhon. Vissa källor hävdar att Samael var Liliths man och att de tillsammans fick söner och döttrar som benämns som lilim.